# Shining Hope for Community
Shining Hope for Community (abbreviato in SHOFCO) è una associazione di giovani che opera nello slum di Kibera, a Nairobi. L'associazione è nata nel febbraio del 2006 con lo scopo di migliorare le condizioni e le prospettiva di vita dei giovani di Kibera. Questo scopo viene perseguito innanzitutto attraverso l'istruzione e la diffusione di informazioni.

## Struttura
L'associazione è suddivisa in un quattro "dipartimenti" o "sezioni": Comunicazione e informazione, Sport, Teatro, Salute e igiene. Gli altri organi direttivi principali sono il Consiglio direttivo e l'Assemblea generale. I membri dell'associazione sono principalmente abitanti di Kibera, ma l'organizzazione, nel tempo, ha acquisito anche sedi all'estero, attraverso cui vengono raccolte donazioni e pubblicizzate le attività dell'associazione.